# Нам би лише день вистояти…
«Нам би лише день вистояти…» (фр. Qu'un seul tienne et les autres suivront) — французький фільм-драма 2009 року, повнометражний режисерський дебют Леи Фенер.

## Сюжет
Стара алжирська жінка Зора хоче щоб то не було зустріти вбивцю свого сина, що загинув у в'язниці. П'ятнадцятирічна Лора, закохана у дрібного злочинця, шукає дорослу людину, яка могла б її супроводжувати на побачення до свого, як вона хоче вірити, коханого у в'язницю. Кур'єр Стефан отримує несподівану пропозицію — піти у в'язницю на побачення, щоб там підмінити собою небезпечного злочинця, дозволивши тому здійснити втечу. Дві жіночі історії і одна чоловіча несподівано для усіх героїв перетнуться в залі побачень в'язниці Флері-Мерожіс.

## У ролях
| Фаріда Рахуадж    | ···· | Зора         |
| Реда Катеб        | ···· | Стефан       |
| Полін Етьєн       | ···· | Лора         |
| Марк Барбе        | ···· | П'єр         |
| Венсан Ротьє      | ···· | Александр    |
| Жульєн Лукас      | ···· | Антуан       |
| Дельфін Шійо      | ···· | Селін        |
| Дінара Друкарова  | ···· | Ельза        |
| Мікаель Ерпелдінґ | ···· | Франсуа      |
| Фанні Аврам       | ···· | жінка у суді |

## Знімальна група
- Автор сценарію — Леа Фенер, Катрін Паїльє
- Режисер-постановник — Леа Фенер
- Продюсер — Філіп Ліжеуа, Жан-Мішель Рей
- Композитор — Люк Мейо
- Оператор — Жан-Луї Віалар
- Монтаж — Жульєн Шіґу
- Підбір акторів — Марі де Луб'є, Сандрін Лапіяд
- Художник-постановник — Полін Бурдон

## Визнання
| Рік  | Кінофестиваль/кінопремія | Категорія/нагорода        | Номінант                   | Результат |
| ---- | ------------------------ | ------------------------- | -------------------------- | --------- |
| 2009 | Кінофестиваль в Довілі   | Приз Мішеля д'Орнанно     | Леа Фенер                  | Перемога  |
| 2009 | Приз Луї Деллюка         | Найкращий фільм           | Нам би лише день вистояти… | Перемога  |
| 2010 | Премія «Люм'єр»          | Найкраща молода акторка   | Полін Етьєн                | Перемога  |
| 2010 | Премія «Сезар»           | Найкращий дебютний фільм  | Нам би лише день вистояти… | Номінація |
| 2010 | Премія «Сезар»           | Найперспективніша акторка | Полін Етьєн                | Номінація |
| 2010 | Золота зірка кіно        | Найкраща акторка-новачок  | Полін Етьєн                | Перемога  |